# Carnaíba
Carnaíba este un oraș în Pernambuco (PE), Brazilia.